# Lavardens
Lavardens (en francès Lavardens) és un municipi francès situat al departament del Gers i a la regió d'Occitània.

## Demografia
| 1962                                       | 1968 | 1975 | 1982 | 1990 | 1999 | 2006 |
| ------------------------------------------ | ---- | ---- | ---- | ---- | ---- | ---- |
| 517                                        | 504  | 422  | 373  | 377  | 378  | 372  |
| Des de 1962: població sense dobles comptes |      |      |      |      |      |      |

## Administració
| Període | Identitat         | Partit |
| ------- | ----------------- | ------ |
| 2001-   | Jean-Pierre Mothe |        |

## Personatges il·lustres
- Antoine de Roquelaure (1544-1622), mariscal de França.